# ويس غوردون
ويس غوردون (بالإنجليزية: Wes Gordon)‏ هو مصمم أزياء أمريكي، ولد في 18 يوليو 1986 في شيكاغو في الولايات المتحدة.